# 7278 Shtokolov
7278 Shtokolov eller 1985 UW4 är en asteroid i huvudbältet som upptäcktes den 22 oktober 1985 av den sovjetisk-ryska astronomen Ljudmila Zjuravljova vid Krims astrofysiska observatorium på Krim. Den är uppkallad efter sångaren Boris Shtokolov.
Asteroiden har en diameter på ungefär 19 kilometer.